# Nissan Fuga
La Nissan Fuga est une automobile haut de gamme fabriquée depuis 2004 par le constructeur japonais Nissan.
La génération actuelle est sortie au Japon en novembre 2009.
Elle est commercialisée à l'extérieur du Japon sous le nom de Infiniti M et peut alors recevoir un V8 sur certains marché (États-Unis, Russie) ou un V6 diesel (Europe).

## Liens externes

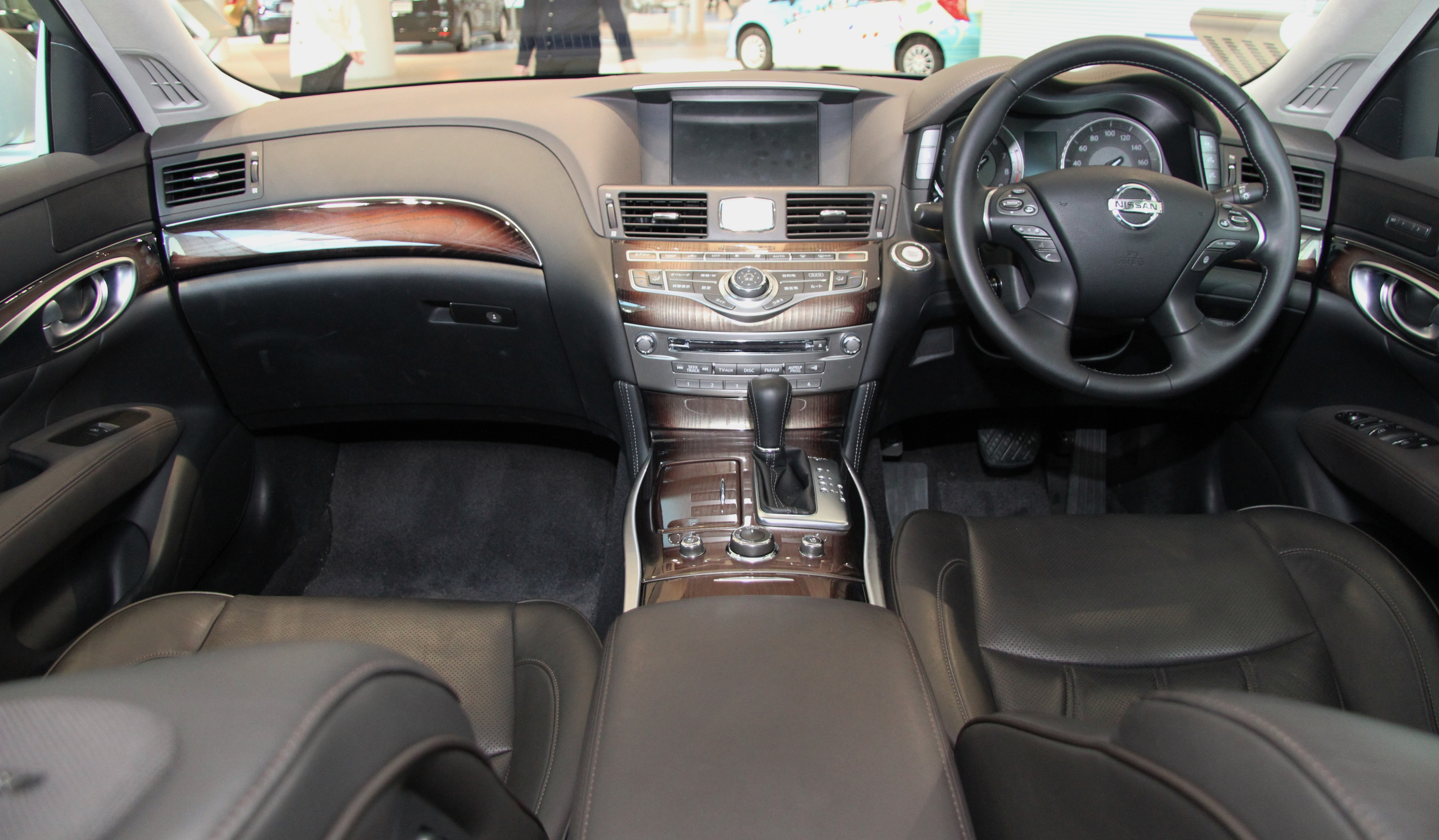
Intérieur de la Nissan Fuga.